# Meinse Molenaar
Meinse Molenaar (Lemmer, 20 september 1805 – Sneek, 31 mei 1883) was een Nederlandse architect.

## Leven en werk
Meinse Molenaar was de zoon van Nolke Meinses en Rinske Rommerts Asma. Hij trouwde te Sneek op 20 juni 1830 met Anna Daniels Straatsma. In 1845 volgde hij Pyter Jentjes Rollema op als stadsbouwmeester van Sneek. Deze functie vervulde hij tot 1872. 

## Bouwwerken (selectie)
| Jaar | Plaats        | Bouwwerk                           | Afbeelding |
| ---- | ------------- | ---------------------------------- | ---------- |
| 1857 | IJlst         | Doopsgezinde kerk                  |            |
| 1861 | Scharnegoutum | Martenskerk                        |            |
| 1865 | Sneek         | HBS aan de Westersingel (gesloopt) |            |
| 1865 | IJsbrechtum   | Kerk van IJsbrechtum               |            |